# Maarten Luther
Maarten Luther (Duits: Martin Luther) (Eisleben, 10 november 1483 – aldaar, 18 februari 1546) was een Duits protestantse theoloog en reformator. Begonnen als augustijner broeder (1506) die het sacrament van de priesterwijding ontvangen had (1507), ontwikkelde hij zich na zijn benoeming in 1508 tot hoogleraar in de moraaltheologie aan de Universiteit van Wittenberg tot de leidende persoonlijkheid van de Reformatie in het Duitse Rijk. Het in een brief aan aartsbisschop Albrecht van Brandenburg opstellen van zijn academische stellingen tegen de handel in aflaten, op 31 oktober 1517, (ook wel Thesenanschlag genoemd) is het symbolische begin van het protestantisme. In 1521 werd Luther door paus Leo X geëxcommuniceerd.

## Levensloop

### Vroege jaren (tot 1517)
Maarten Luther werd in 1483 geboren in Eisleben in een boeren- en mijnwerkersfamilie. Hij heette oorspronkelijk Luder, ook gespeld als Lüder, Loder, Ludher, Lotter, Lutter of Lauther. Zijn familie was mettertijd vrij rijk en stond in enig aanzien in de omgeving. Op 11 november 1483 werd Luther gedoopt in de Sint-Petrus-en-Pauluskerk in Eisleben, op de naamdag van Martinus van Tours, naar wie hij daarom vernoemd werd. Luther bracht zijn jeugd door in Mansfeld, waar hij later in het bestuur van die stad werd gekozen.
Van 1488 tot 1497 volgde Luther de Latijnse school te Mansfeld, vervolgens één jaar die in Maagdenburg, ten slotte van 1498 tot 1501 die in Eisenach. Als jongen van nog geen 12 jaar sprak, las en schreef hij reeds vloeiend in het Latijn. In mei 1501 werd de 17-jarige Luther als student ingeschreven aan de Universiteit van Erfurt, met de bedoeling jurist te worden. In mei 1505 begon hij met zijn eigenlijke studie rechten.
Dat jaar trad Luther in in het Augustijnenklooster in Erfurt. Later werd verteld dat hij dit deed naar aanleiding van een belofte, gedaan tijdens een onweer. Het was het begin van een zoektocht naar een genadige God. Na een proefjaar werd hij in september 1506 in de orde van de augustijner heremieten opgenomen. Begin april 1507 werd Luther tot priester gewijd.
In 1508 begon Luther filosofie te doceren aan de universiteit van Wittenberg. Hij zette tegelijkertijd zijn theologische studies voort. In 1510 of 1511 bracht Luther een bezoek aan Rome om paus Julius II te vragen de onafhankelijkheid van zijn orde binnen de augustijnen te vrijwaren. Hij hield een negatieve indruk over aan de stad die hij later de 'zetel van de duivel' noemde. In 1512 droeg zijn prior, Johan von Staupitz, hem op voorgoed naar Wittenberg terug te keren. In oktober 1512 werd Luther 'doctor der Heilige Schrift', de Bijbel. Van 1513 tot 1515 gaf Luther colleges over de Psalmen. Van 1515 tot 1516 gingen zijn colleges over de brief aan de Romeinen. In 1516 vormde de Brief aan de Galaten het onderwerp van zijn colleges.
Omstreeks 1517 begon hij zijn brieven te ondertekenen als Martinus Eleutherius, later gewoon Luther.

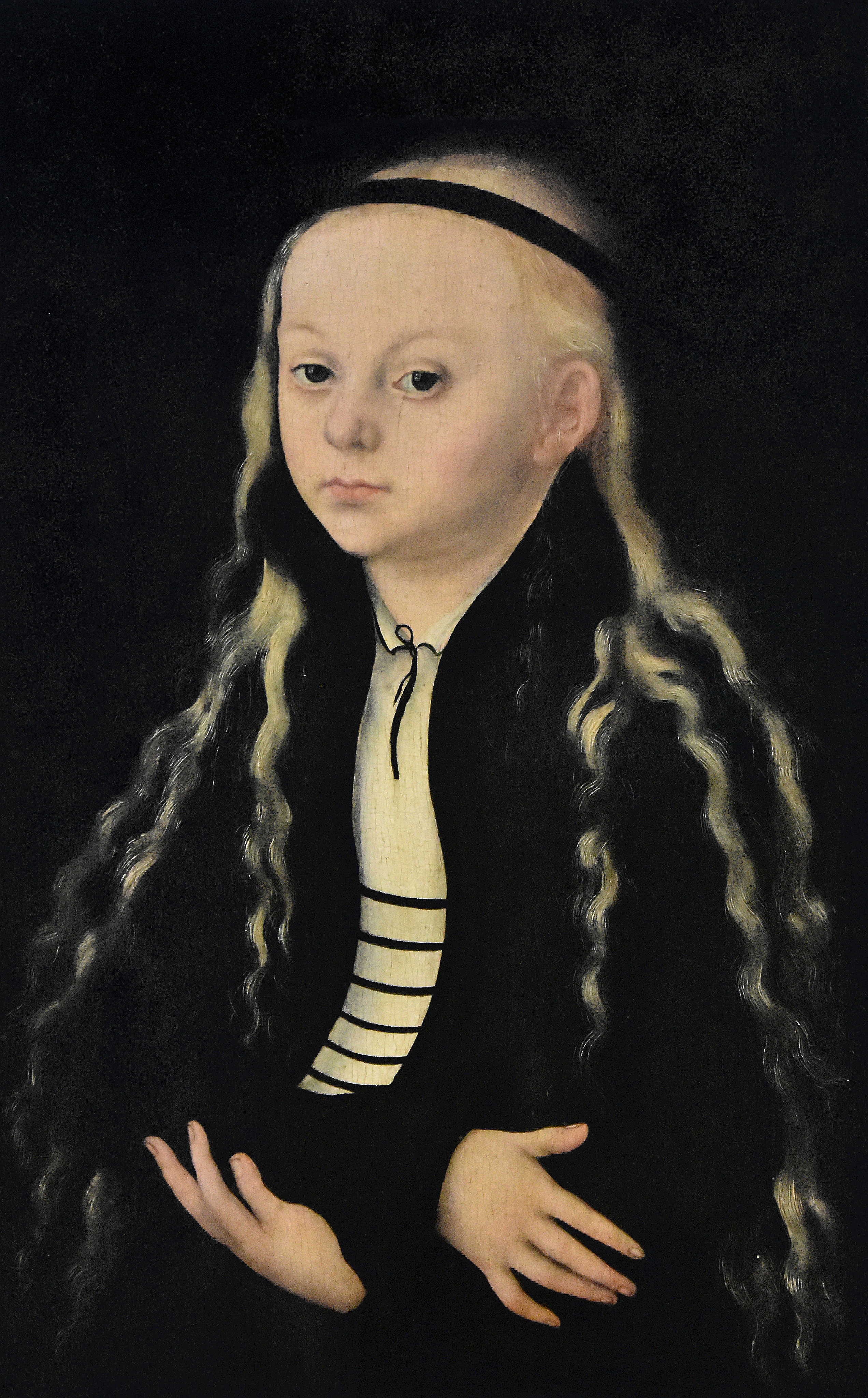
Portret van Magdalena Luther, dochter van Martin Luther (ca.1541)

### Begin van de Reformatie (1517–1522)
Op 31 oktober 1517 schreef Luther een brief aan aartsbisschop Albrecht van Brandenburg van Maagdenburg en Mainz. Daarin stelde hij de aflaatverkoop van Johann Tetzel, een dominicanenpriester, aan de kaak. Bij die brief voegde hij 95 academische stellingen rond dit onderwerp, die hij met zijn collega-theologen wilde bediscussiëren. Deze stellingen werden waarschijnlijk ook apart gedrukt en uitgehangen aan de poort van de kerk(en) van Wittenberg, een standaardprocedure om een academisch debat aan te kondigen.  Dit werd later - pas na Luthers overlijden - tot de legende dat Luther op 31 oktober zelf de 95 stellingen aan de deur van de slotkapel te Wittenberg had vastgenageld. 
Philipp Melanchthon nam dit verhaal op in het voorwoord van het tweede deel van Luthers verzamelde werk, dat door hem werd uitgegeven. Luther werd geconfronteerd met mensen die hun zonden kwamen biechten en daarna hun aflaten lieten zien, zodat hij ze als biechtvader geen boetedoening kon opleggen en slechts de vrijspraak (absolutie) kon geven. Het was een kwijtschelden door de paus van straf voor zonden, door te putten uit de verdienste van de goede werken van Christus en alle gelovigen. Hiervoor was weliswaar biecht, berouw en vergiffenis nodig, maar het aankopen van de aflaat was voldoende om de zondestraffen kwijtgescholden te krijgen zonder grote persoonlijke inzet. Luther vond dit een misstand en wilde die aanklagen en rechtzetten, en ging ervan uit dat de paus de misbruiken van de aflaatverkoop ook zou veroordelen.  
De aflaat waartegen Luther in het bijzonder protesteerde was de Jubileumaflaat voor de nieuwbouw van de Sint-Pieterskerk, die ook verkocht werd aan de nabestaanden van mensen die inmiddels waren overleden en waarmee ze hun dode geliefden een paar jaar vagevuur konden besparen. De brief aan Albrecht kwam op 17 november in Calbe, de tweede zetel van het bisdom, aan. Albrecht, die op dat moment in Aschaffenburg was, zag de brief voor het eerst op 13 december. Intussen wachtte Luther op antwoord. Dat kreeg hij niet. Ook niet van zijn onmiddellijke leidinggevende Hieronymus Schulz. In december 1517 was het Tetzel die als eerste, in het openbaar, reageerde, in de vorm van eigen stellingen, die in drukvorm verschenen. Op het initiatief van enkele van Luthers vrienden verschenen nu ook Luthers stellingen in druk. 
Van 1517 tot 1518 gaf Luther colleges over de brief aan de Hebreeën en nogmaals over de Psalmen. Op 23 augustus 1518 vaardigde paus Leo X een breve uit, gericht aan kardinaal Thomas Cajetanus, om Luther als notoire ketter te dagvaarden.
In Leipzig vond in 1519 het beroemde dispuut plaats tussen Luther en zijn Wittenbergse collega Johannes Eck (1486–1543) over het primaatschap van de paus. Eck stelde dat de ontkenning van de goddelijke instelling van dat pauselijk primaatschap Luther op één lijn stelde met de ketters John Wyclif en Johannes Hus. Luther antwoordde hierop dat 'de leer van Wyclif en Hus wel degelijk veel christelijke en evangelische elementen bevatte'. Daaruit volgde automatisch de conclusie dat het Concilie van Konstanz, dat Hus in 1415 op de brandstapel had doen belanden, had gedwaald. Dit bevestigde Luther ook. Met het afwijzen van de onfeilbaarheid van de concilies wees Luther ook elk kerkelijk leerambt af. Enkel de Heilige Schrift (de 'Scriptura') was voor de christenen de onfeilbare gezagsinstantie: 'Sola Scriptura!'.
De theologische faculteiten van Leuven en Keulen veroordeelden in 1519, als eerste instellingen van de Christenheid, Luthers stellingen over de aflaat. Luther verwees dan ook naar de theologen als 'de ezels van Leuven'. Op 15 juni 1520 werd de dreigbul 'Sta op, o Heer' (Exsurge Domine) bezegeld, die de veroordelingen door Leuven en Keulen grotendeels herhaalde en die 41 uitspraken van Luther verwierp. Luther werd opgedragen deze binnen 60 dagen te herroepen. Eck bracht de bul naar Duitsland.
In de herfst van 1520 schreef Luther in het Duits 'Over de vrijheid van een christen' (Von der Freiheit eines Christenmenschen), dat hij naar paus Leo X stuurde als een samenvatting van wat hij had gedoceerd.
In oktober 1520 werden Luthers boeken in Leuven op de brandstapel gegooid. Op 10 december 1520 reageerde Luther op deze boekenverbranding door buiten de poorten van Wittenberg, bij de zogenaamde Luthereik, de bul te verbranden, samen met het pauselijk wetboek. Volgens Luther was dit wetboek nu het toonbeeld van tirannie. Wat begon als een streven naar hervorming, vertrouwend op de goede bedoelingen van de paus, veranderde nu in een totale breuk met de Rooms-Katholieke Kerk. Het werd dus duidelijk dat Luther niet alleen een hervorming van de Kerk wilde, maar fundamenteel dogmatisch anders dacht. Op 3 januari 1521 viel dan ook het kerkrechtelijk oordeel over Luther: de bul 'Het is de Romeinse Opperpriester toegestaan' (Decet Romanum Pontificem) deed Luther in de ban (excommunicatie).
Normaal volgde op een kerkelijke ban meestal een rijksban. De jonge keizer Karel V, die op 28 juni 1519 was verkozen, wilde weliswaar trouw zijn aan Rome, maar moest rekening houden met Luthers keurvorst Frederik de Wijze van Saksen, die hem in bescherming nam. De keizer besloot daarop Luther een vrij verhoor toe te staan op de rijksdag van Worms van 16 tot 25 april 1521. Hem werd daar gevraagd 20 van zijn boeken te herroepen. Luther weigerde echter ook maar iets te herroepen en verklaarde op 18 april dat hij zich alleen 'door getuigenissen der Schrift of duidelijke argumenten' zou laten overtuigen, want zijn geweten was 'gevangen' in Gods Woord. Hij zei dat het 'onzeker en gevaarlijk is, tegen zijn geweten te handelen. God helpe mij, Amen.' Of de uitdrukking 'Hier sta ik, ik kan niet anders' van Luther is, is niet zeker, maar het geeft wel zijn houding weer. Op 25 april besloot de keizer als beschermheer van de Kerk op te treden. De volgende dag verliet Luther Worms (Zie De grote schoenen van Luther). 

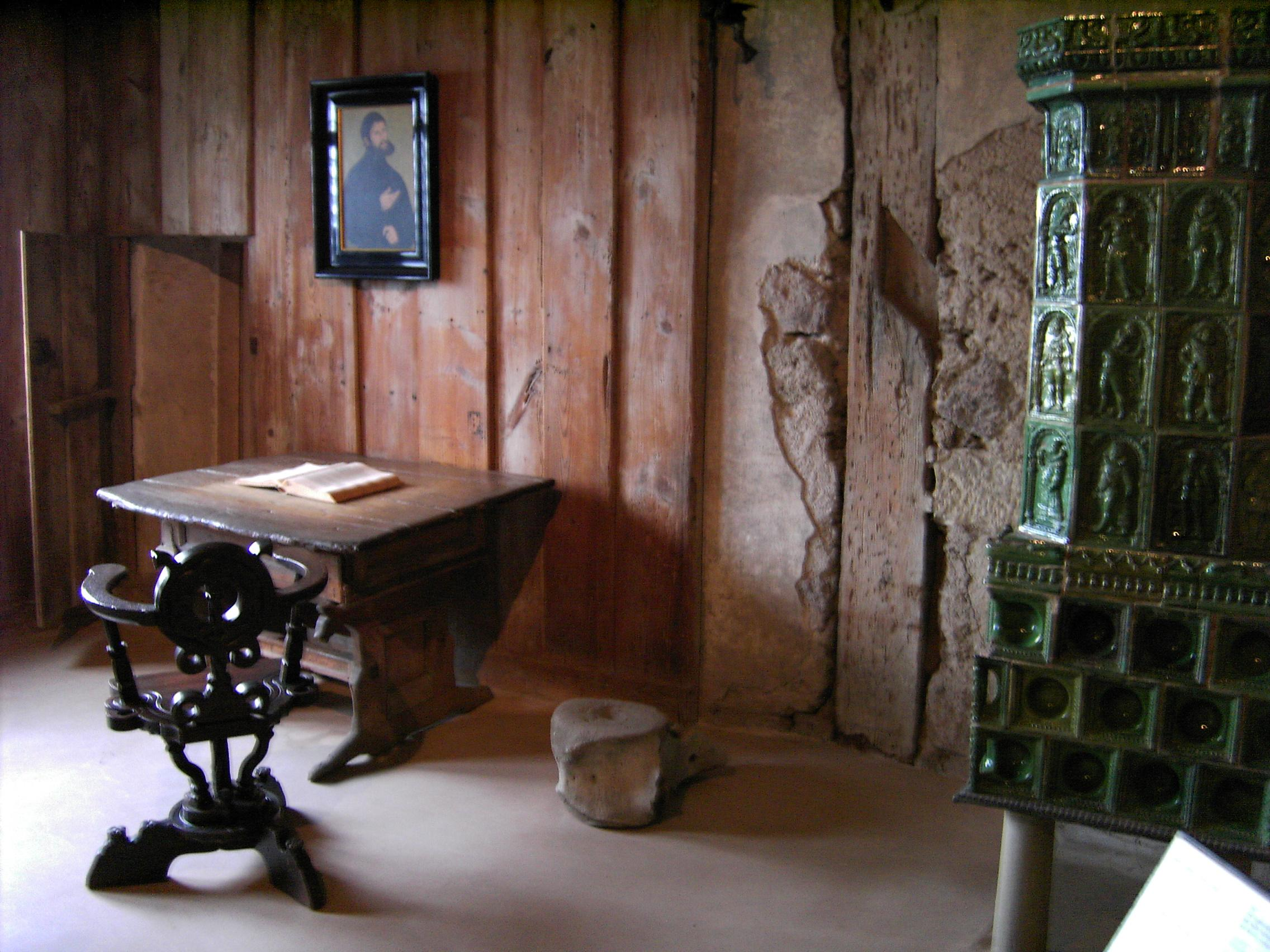
Werkkamer van Luther op de Wartburg

Een keizerlijk edict van 26 mei 1521 deed Luther daarop in de rijksban. Luthers keurvorst Frederik had Luther echter op 4 mei reeds in het geheim laten ontvoeren en naar de Wartburg in Eisenach laten brengen. Daar leefde hij bijna een jaar lang als jonker Jörg (hij liet zijn hoofdhaar bijgroeien) en vertaalde hij het Nieuwe Testament in het Duits. Hij maakte daarbij gebruik van de recente kritische uitgave van Erasmus, die later Textus Receptus zou worden genoemd. Luthers vertaling werd in 1522 gepubliceerd.
Op 9 maart 1522 verliet Luther echter de Wartburg, ondanks de ban, zonder verlof van zijn keurvorst.

### Latere jaren (1523–1546)
In 1524 publiceerde Luther de eerste van zijn hymnen; de laatste verschenen in 1543. Op 13 juni 1525 trad hij met Katharina von Bora, een uitgetreden cisterciënzerin, in het huwelijk. Luther wilde met zijn huwelijk een voorbeeld stellen. Hij bleef wel in het klooster van Wittenberg wonen, dat in de volksmond het Zwarte Klooster heette. Hij kreeg kritiek om zijn huwelijk tijdens het geweld van de boerenoorlog, die mede door zijn prediking was uitgebroken.
De Duitse Boerenoorlog (1524–1525) was mede geïnspireerd door Von der Freiheit eines Christenmenschen (1520). Luther ging echter uit van geweldloos verzet en schreef in reactie daarop Wider die Mordischen und Reubischen Rotten der Bawren (1525) waarin hij zich uitsprak tegen de boeren en voor de rechten van de vorsten. Hij kreeg daarop veel kritiek, maar het maakte de weg vrij voor geleidelijke hervormingen in Duitsland aangezien Luther, met wat later zijn tweerijkenleer werd genoemd, kerk en overheid als gescheiden zag. Voor hen die zich hier niet in konden vinden, bleef het ius emigrandi over, het recht om te emigreren, wat daarna bevestigd werd in de Godsdienstvrede van Augsburg (1555). Voor de situatie in Frankrijk en de Nederlanden betekende het echter dat men op zoek moest naar een andere ideoloog.
Hij bevorderde tevens de groei van de nationale landskerken (Landeskirchen) met visitaties en kerkordes. Velen keerden zich af van Luther, waarmee het begin van de Reformatie door de vorsten werd ingezet door middel van de landskerken.
In de herfst van 1529 nodigde landgraaf Filips I van Hessen hem uit om met Zwitserse geloofsgenoten te spreken over onderlinge theologische verschillen (vgl. Zwingli).
In 1530 kwam keizer Karel V na 9 jaar afwezigheid terug in het Heilig Roomse Rijk en hij besloot dat er een beslissing over de Hervorming moest worden genomen. Op de Rijksdag van Augsburg hoorde hij daarom alle meningen aan. Luthers medewerker Melanchthon stelde namens Luther de Confessio Augustana op, de geloofsbelijdenis van de reformatorische beweging. De Confessio was opvallend gematigd van toon, want Melanchthon en de zijnen hoopten op een mogelijke verzoening. Ze waren evenwel niet bereid toe te geven op de essentiële punten. Er werd in Augsburg geen overeenstemming bereikt en het Edict van Worms (1521) werd vernieuwd. De Rijksdag eiste het herstel van het bisschoppelijk gezag en de teruggave van kerkelijke goederen die door de protestantse vorsten waren geconfisqueerd. Het Rijksdagbesluit werd echter enkel door de katholieke rijksstanden ondertekend. In 1531 werd door Duitse protestanten het Schmalkaldisch Verbond tegen Karel V opgericht.
In 1534 verscheen Luthers vertaling van het Oude Testament. Hij verkoos om de apocriefen, dit zijn de delen die in de Griekse Septuaginta voorkwamen, maar niet in de Hebreeuwse Masoretische teksten, weg te laten. Deze apocriefen werden later weggelaten door bijna alle Protestanten. Vooral in deze geschriften kon men 'bewijzen' ten voordele van de rooms-katholieke leer zien.

Een portret van Maarten Luther door Lucas Cranach uit 1546

Luther stemde in 1536 in met de 'Wittenbergse Concordia' waarin overeenstemming wordt bereikt tussen lutheranen en aanhangers van Zwingli.

### Overlijden van Luther
In januari 1546 reisde hij terug naar zijn geboortestad Eisleben om te bemiddelen in een ruzie tussen twee takken van de graven van Mansfeld. Op 18 februari 1546 overleed Maarten Luther in Eisleben en werd vervolgens op bevel van zijn keurvorst in de Slotkerk te Wittenberg begraven.

## Luthers muziek

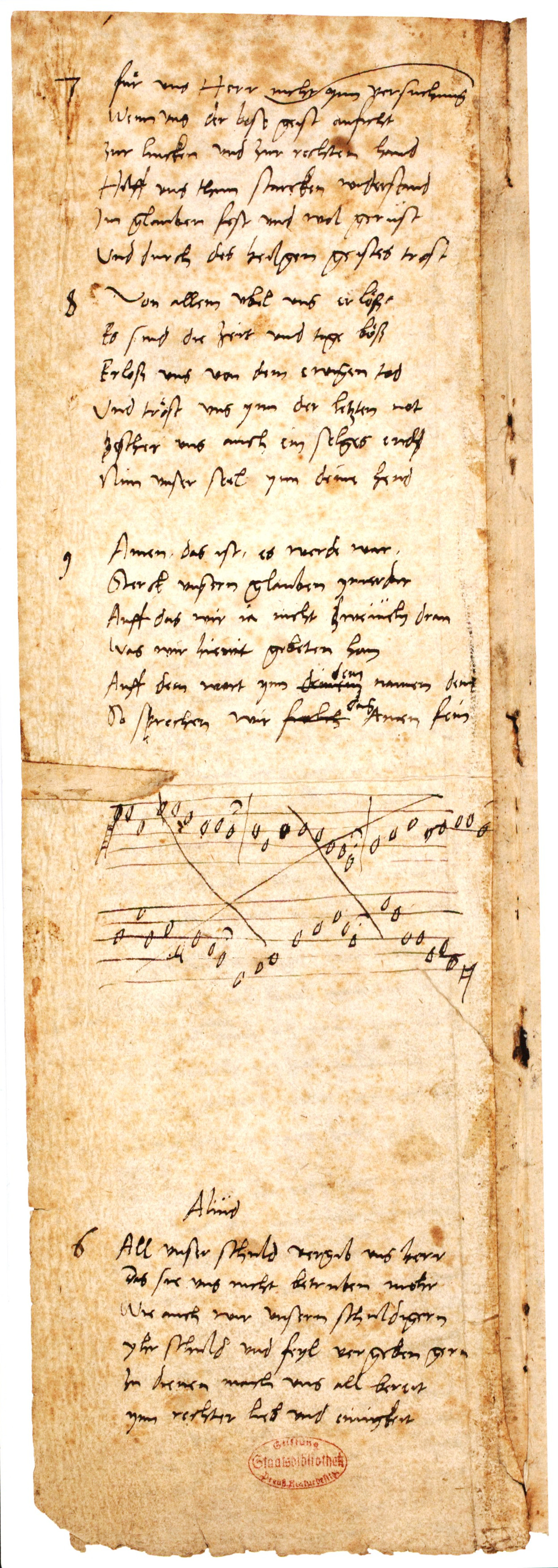
"Vater unser im Himmelreich" (bladzijde 2), in Luther's handschrift.

Luther zag in gezangen, kerkelijke liederen in het Duits die door het volk meegezongen kunnen worden,
een belangrijk middel tot geloofsversterking. Men meent dat hij er ongeveer 45 geschreven heeft; 30 zijn bewaard gebleven. De meest bekende daarvan is "Een vaste burcht is onze God" een vrije bewerking van psalm 46.
Sommige zijn gebaseerd op bestaande gregoriaanse hymnen of psalmen; zo bewerkte hij het oorspronkelijk 5e-eeuwse lied A solis ortus cardine tot Christum wir sollen loben schon.
Van veel andere schreef hij tekst en muziek zelf.
Luthers gezangen waren niet alleen bedoeld voor in de kerk, maar voor alle gelegenheden waar gezongen werd.
In 1524 verschenen Etlich Cristlich lider / Lobgesang und Psalm (het Achtliederenboek), met vier gezangen van Luther, en het Erfurt Enchiridion, waarin 18 liederen van Luthers hand zijn. Het voorwoord van de laatste uitgave suggereert aan ieder Christen om altijd een exemplaar bij zich te hebben.
Deze uitgaven tonen de melodie in notenschrift, gevolgd door de tekst van de coupletten.
Bij de uitvoering begeleidde Luther zichzelf op luit.
In hetzelfde jaar verscheen Eyn geystlich Gesangk Buchleyn, een bundel met 32 liederen, waarvan 24 door Luther, in zettingen voor 3 tot 5 zangstemmen van componist Johann Walter.
Het waren goedkope uitgaven, bedoeld voor thuisgebruik.
Later verschenen meer van zijn gezangen; de laatste in 1543.
Luthers gezangen zijn altijd belangrijk gebleven in de protestantse kerkdienst.
Hierdoor zijn ze door veel latere componisten gebruikt,
bijvoorbeeld als koralen door Johann Sebastian Bach.
Ook de huidige liederenboeken voor de kerk, zoals het Liedboek voor de Kerken en Liedboek - zingen en bidden in huis en kerk, bevatten zijn liederen; soms wel aangepast of met een andere melodie.

## Theologische opvattingen
Het evangelie is de ware schat van de Kerk. Deze stelling, uit de 95 stellingen van 1517, is fundamenteel voor het inzicht in de theologie van Luther. In de middeleeuwen werd de vraag naar het rechtvaardig zijn voor God (vrijspraak van zonden) ook als deel van de christelijke verzoeningsleer gesteld. De rooms-katholieke leer ging ervan uit dat het rechtvaardig zijn voor God deels tot stand gebracht kon worden door het in onvoorwaardelijk geloof aan Christus verrichten van goede werken. Goede werken leveren daarmee een bijdrage aan het heil, het behoud. Door slechte werken (zonden) kon men – zo was de klassieke katholieke opvatting – de heiligmakende genade Gods verliezen. Door bestudering van de Romeinenbrief kwam Luther tot de opvatting dat rechtvaardiging een vrije gave Gods is die God bewijst aan goddeloze zondige mensen. Deze rechtvaardiging is verworven door Christus. De goddeloze krijgt deel aan de verworven gerechtigheid van Christus door het geloof (Romeinen 1:16,17). Het geloof verenigt met Christus en plaatst daarom de goddeloze weer in de juiste verhouding met God. De zonden worden niet door oprecht berouw (en/of de Biecht) vergeven, maar door het geloof "bedekt". Deze opvatting is fundamenteel geweest in het leven van Luther. Het doortrekt ook zijn hele theologie.
Luther heeft de rechtvaardiging van de goddeloze weer voluit in het middelpunt van de theologie en de prediking geplaatst. Hij dacht hiermee precies in het voetspoor van de vroege Kerk te treden, vooral Augustinus, die eveneens de waarde van goede werken verminderde in het licht van Gods ontfermende genade. Calvijn heeft de rechtvaardiging van de goddeloze verder doordacht en uitgewerkt in zijn Institutie of onderwijzing in de christelijke religie. Calvijn wordt soms wel Luthers meest systematische leerling genoemd. De centrale gedachten van Luther komen ook weer terug in de theologie van Calvijn, hoewel er op bepaalde punten, zoals de viering van het Avondmaal, verschillen bestonden.
Luthers theologie werd direct aangevallen door zijn medehumanisten Erasmus en Hendrik VIII van Engeland. Hendrik VIII, die later zelf de Paus zou afzweren, werd door Paus Leo X in 1521 geëerd met de titel Defensor Fidei (Verdediger van het Geloof), omdat Hendrik een weerlegging van Luthers sacramentenleer schreef: Assertio Septem Sacramentorum adversus Martinum Lutherum (Een verdediging (assertie) van de zeven sacramenten, tegen Maarten Luther).

### Luther en de vrije wil
Luther kent geen enkele waarde toe aan het persoonlijk oordeel van de mens. In zijn commentaar op de brieven van Paulus aan de Romeinen schrijft Luther:
Waar het op aankomt is dat ons eigen oordeel en onze eigen wijsheid, zich onthullend voor onze ogen, vernietigd moeten worden en uitgeroeid uit ons hart en uit ons ijdel ik.
Alleen indien God Zelf werkt is er hoop op eeuwige redding. Luther vervolgt:
Want God wenst ons niet te redden door ons eigen oordeel en inzicht, maar door een ons vreemd oordeel, door een oordeel dat niet uit onszelf voortkomt en niet uit onszelf ontspringt, maar dat tot ons komt van elders.
De onmacht van de mens tot zelfverlossing wordt door Luther aldus verbeeld: de wil van de mens is als een beest dat bereden wordt óf door God óf door Satan. De strijd om de macht over het beest is een strijd tussen God en Satan, en die strijd voltrekt zich volledig buiten de mens zelf om. In een aanval op de verdediging van de wilsvrijheid door Erasmus schrijft Luther:
Aldus is de menselijke wil, als ware hij een beest tussen beide in. Indien God hem berijdt, wil en gaat hij waarheen God wil. (...) Indien Satan hem berijdt, wil en gaat hij gelijk Satan wil. En het ligt niet in de macht van zijn eigen wil te kiezen, noch voor welke berijder hij gaan wil, noch welke hij zoeken wil. Maar de berijders zelf maken in strijd uit, wie hem voor eeuwig zal bezitten.
Dat lijkt een hopeloze situatie voor de mens. Maar kan de mens misschien toch nog enige invloed uitoefenen? Dat kan alleen door volledige onderwerping aan God in volkomen nederigheid.
Door deze opvatting kwam ook zijn uitspraak Wees een zondaar en zondig dapper, maar geloof nog dapperder in Christus.

### Luther en de maatschappelijke ordening
Met de reformatie verdween in die gebieden de structuur van de Rooms-Katholieke Kerk. Daarnaast gold sola fide, door het geloof alleen, en kwam men niet in aanmerking voor verlossing door goede werken. In deze situatie ontstond een crisis waarin men op zoek was naar structuur en richting.
1 Iedereen moet het gezag van de overheid erkennen, want er is geen gezag dat niet van God komt; ook het huidige gezag is door God ingesteld.
2 Wie zich tegen dit gezag verzet, verzet zich dus tegen een instelling van God, en wie dat doet roept over zichzelf zijn veroordeling af.

Luther schreef daarop in 1523 in Von weltlicher Obrigkeit, wie weit man ihr Gehorsam schuldig sei. Hij benoemde daarin de rechtmatigheid van de overheid en de noodzaak die te gehoorzamen door Romeinen 13 aan te halen. De invloed van de tweerijkenleer van kerkvader Augustinus (354–430) is duidelijk te zien in de tweedeling die hij daarin maakt:
Hier müssen wir Adams Kinder und alle Menschen in zwei Teile teilen: die ersten zum Reich Gottes, die andern zum Reich der Welt.
Zoals bij Augustinus, behoren ware gelovigen tot het eerste rijk:
Die zum Reich Gottes gehören, das sind alle Rechtgläubigen in Christus und unter Christus.
Tot het tweede rijk behoren de overigen:
Zum Reich der Welt oder unter das Gesetz gehören alle, die nicht Christen sind.
Het eerste rijk heeft geen overheid nodig, omdat de Heilige Geest hen op het rechte pad houdt:
Nun siehe, diese Leute bedürfen kein weltliches Schwert noch Recht. Und wenn alle Welt rechte Christen (d.h. Rechtgläubige) wären, so wäre kein Fürst, König, Herr, Schwert noch Recht nötig oder nütze. Denn wozu sollt's ihnen dienen? Sie haben den Heiligen Geist im Herzen, der sie lehrt und macht, dass sie niemandem Unrecht tun, jedermann lieben, von jedermann gern und fröhlich Unrecht leiden, auch den Tod.
Omdat dit tweede rijk veel groter is, heeft God twee regimenten ingesteld. Enerzijds een geestelijk regiment dat zich wijdt aan Christus en anderzijds een wereldlijk regiment dat het wereldlijke rijk in toom houdt:
Darum hat Gott die zwei Regimente verordnet, das geistliche, das Christen und fromme [gerechte] Leute macht durch den Heiligen Geist unter Christus, und das weltliche, das den Unchristen und Bösen wehrt, dass sie äußerlich müssen Frieden halten und still sein, ob sie wollen oder nicht.
Dat het geestelijke regiment die laatste taak niet op zich moet nemen, is omdat deze allereerst het ware christendom moet verspreiden:
Aber sieh zu und mach die Welt vorher voll rechter Christen, bevor du sie christlich und evangelisch regierst.
Ten tweede zal het tweede rijk altijd in de meerderheid zijn, zodat het tweede regiment noodzakelijk blijft. Het eerste regiment kan namelijk het tweede rijk niet regeren aan de hand van het evangelie:
Wenn man es deshalb unternimmt, ein ganzes Land oder die Welt mit dem Evangelium zu regieren, so ist es ebenso, wie wenn ein Hirt Wölfe, Löwen, Adler und Schafe in einem Stall zusammentäte und jedes Tier frei unter die andern gehen ließe und dabei spräche: Da, weidet nun und seid fromm und friedlich miteinander. Der Stall steht offen; Weide habt ihr genug, Hunde und Keulen braucht ihr nicht zu fürchten. Da würden die Schafe wohl Frieden halten und sich friedlich weiden und regieren lassen. Aber sie würden nicht lange leben, und kein Tier würde bei dem andern bleiben.
Het tweede regiment heeft het op zijn beurt het eerste regiment nodig om de vroomheid te bewaren. Zij vullen elkaar dus aan, maar moeten wel gescheiden blijven:
Darum muss man diese beiden Regimente mit Fleiß [unter]scheiden, und beide bleiben lassen, das eine, das fromm [gerecht] macht, und das andere, das äußerlich Frieden schafft und den bösen Werken wehrt; keins ist ohne das andere genug in der Welt.
Denn ohne Christi geistliches Regiment kann niemand fromm [gerecht] werden vor Gott durchs weltliche Regiment. Aber Christi Regiment geht nicht über alle Menschen, sondern die Christen sind allezeit die wenigsten und leben mitten unter den Unchristen.
Met Luther ontstond zo de mogelijkheid van een persoonlijke geloofservaring.
Zo ontstond met de tweerijkenleer of tweeregimentenleer van Luther – die hij zelf nooit zo noemde – een vroeg concept van de scheiding van kerk en staat. Die hield voor hem niet in dat een christen het zwaard niet mag dragen. Hoewel dat niet mag voor zichzelf, mag dat wel om zijn naasten te beschermen, wat naar voren kwam in Artikel 16 van de Augsburgse Belijdenis van 1530.
Wat betekende dit voor de maatschappelijke ordening? Luther is bepaald niet onduidelijk:
Zelfs indien de dragers van het gezag slecht zijn en goddeloos, is toch het gezag en zijn macht goed en van Godswege. [...] Derhalve, waar macht aanwezig is en bloeit, daar zij en blijve deze omdat God zo bevolen heeft.
Aan het volk komt niet het recht van opstand toe tegen de wereldlijke macht. Luther:
Hoe slecht het bestuur ook moge zijn, toch zou God het dulden van zijn bestaan verkiezen, liever dan het gepeupel toe te staan te muiten, met hoeveel recht zij ook mogen handelen. [...] Een vorst hoort vorst te blijven, welk een despoot hij ook moge zijn. Hij onthoofdt noodzakelijkerwijs toch maar weinigen, daar hij onderdanen moet bezitten om heerser te kunnen zijn.
De man die zelf rebelleerde tegen de Rooms-Katholieke Kerk, maar dit aanvankelijk niet wilde doen, schreef over het rebel zijn:
Laat daarom ieder die moorden, rammeien en steken kan, openlijk of geheim, het goed in gedachten houden dat niets giftiger, nadeliger en duivelser zijn kan dan een rebel.

### Luther en het anti-semitisme
Luther was volgens veel schrijvers in eerste instantie redelijk positief in zijn oordeel over de Joden. Hij begreep dat de joden zich nooit bekeerd hadden: omdat de Kerk van Rome zo corrupt was kon ze hen alleen maar afstoten van het christelijk geloof. Hij erkende Jezus als een Jood van geboorte en waardeerde het Hebreeuws van het Oude Testament, dat hij als bron voor zijn Bijbelvertaling in het Hoogduits gebruikte. Een afwijzing van de joden vanwege zoiets als hun 'ras' was hem vreemd. Hierbij speelde zijn verwachting dat de joden de Reformatie zouden gaan volgen en christen zouden willen worden. In 1523 schreef Luther een aanval op de Rooms-Katholieke Kerk om haar vervolgingen en verdrijvingen van de joden. Luther stond in deze opvattingen niet alleen en een aantal geloofshervormers en Bijbelvertalers in het zuiden van het Duitse Rijk zocht steun en medewerking van joodse rabbijnen vanwege hun begrip van de Hebreeuwse teksten. Luther ging echter ontmoetingen met joden uit de weg en zou later een strijdschrift publiceren tegen de joden als leugenaars en bedriegers. Dat verscheen in 1543 als Over de Joden en hun leugens (Von den Jueden und iren Luegen), een anti-judaïstische verhandeling over de joden. Het bevat zeven maatregelen die volgens Luther tegen de joden die zich niet bekeerden genomen moesten worden:
1. Hun synagogen of scholen moeten afgebrand worden, zodat niemand ooit nog kan zien dat deze hebben bestaan;
2. Hun huizen moeten ook vernietigd worden, want daarbinnen ontkiemt precies hetzelfde kwaad, daarom mag je ze onder één dak met de zigeuners doen, zodat ze weten dat ze niets te zeggen hebben;
3. Hun Talmoed en gebedsboeken moeten afgepakt worden omdat die vol afgoderij, leugens, vuiligheid en dwalingen staan;
4. Hun rabbijnen moet, op straffe van de dood, verboden worden om lezingen te houden;
5. Hun vrijgeleide en het recht van overpad moet worden ontnomen, ze hebben niets in het land te zoeken, laat ze blijven waar ze zijn;
6. Hun woekering van geld moet worden verboden, het gezag moet hun contanten en juwelen, zilver en goud, in beslag nemen en als borg bewaren;
7. Joodse jongeren moeten nog uitsluitend vaardigheden leren die nodig zijn om door fysieke arbeid, met het zweet onder de neus, hun brood te verdienen.

De afkeer van Luther van de joden is waarschijnlijk te verklaren uit zijn teleurstelling over het uitblijven van hun bekering. Hij meende dat hij met zijn terugkeer naar de Bijbel als enige bron de deur voor hen naar het christendom had geopend. Hij uitte zich niet alleen heftig tegen de joden maar was ook fel in zijn bestrijding van de wederdopers en de rooms-katholieken. Volgens de Joodse auteur René Süss kwam Luthers pamflet echter niet uit de lucht vallen en uitte hij daarvoor ook al vrij zijn afkeer van de joden. Volgens Süss is er nooit sprake geweest van een ommekeer in Luthers denken over de joden, maar was hij zijn hele leven al anti-joods. Volgens Lutherkenner Joop Boendermaker klopt deze voorstelling van zaken niet en was hij de joden wel degelijk goedgezind in vroegere jaren. Zo respecteerde hij in die tijd de rabbijnen en, vanwege zijn uitspraak dat Jezus een Jood was, werd Luther door zijn tegenstanders zelfs een 'halve jood' genoemd.
Luthers anti-judaïsme maakte Duitse lutheranen in de twintigste eeuw ontvankelijk voor nationaalsocialistische propaganda die naast het antisemitisme ook het 'Germaanse' karakter van de Reformatie beklemtoonde. Het racistische motief voor de vervolging door de nazi's was echter vreemd aan Luthers theologisch gemotiveerde afwijzing van de Joodse religie.

### Luther tegen de islam
Luther zag de moslims en de Turken als een door God gezonden gesel. Mohammed noemde hij een ketter en een duivel en de 'eerstgeborene van satan'. Omdat 'de Turk' niet alleen een 'duivelsdienaar' was maar ook 'Gods roede', kantte Luther zich tegen een Heilige Oorlog. Enkel boetedoening kon soelaas brengen. Dat neemt niet weg dat hij de Turk tegelijk als een rover zag en dat men hem als zodanig militair tegemoet moest treden, overeenkomstig de tweerijkenleer.
Zijn gehele carrière door schreef Luther liederen, preken en pamfletten tegen de islam. Bekend is Vom Kriege wider die Türken, geschreven in de aanloop naar het Beleg van Wenen (1529), waarin hij keizer Karel V opriep tot een seculiere oorlog tegen de Ottomanen. Kort daarop volgde Heerpredigt wider die Türken (1530), een nieuwe oproep tot een verdedigingsoorlog. In een apocalyptische context identificeerde hij de paus als antichrist en de Turken als het vierde dier, met ijzeren tanden en tien horens (Daniël 7:7-11). Nog aan het eind van zijn leven hielden deze thema's hem bezig. Het was Luthers vaste overtuiging en hoop dat de kracht van de islam een teken was dat de Eindtijd en de Wederkomst van Jezus nabij waren. Hij spoorde de christenen aan tegen de Turken te bidden en tot hun laatste adem alles te doen om hen te weerstaan (Vermahnung zum Gebet wider den Türken, 1541). Tegelijk publiceerde hij Verlegung des Alcoran, een vertaling van Monte Croce's polemische Confutatio Alcorani. Bekend is ook Luthers strijdhymne/kinderlied Erhalt uns, Herr, bei deinem Wort (1542), waaruit de zin "en beheers de moord door de paus en de Turken" na zijn dood is aangepast.

## Tijdsperiode van Luther

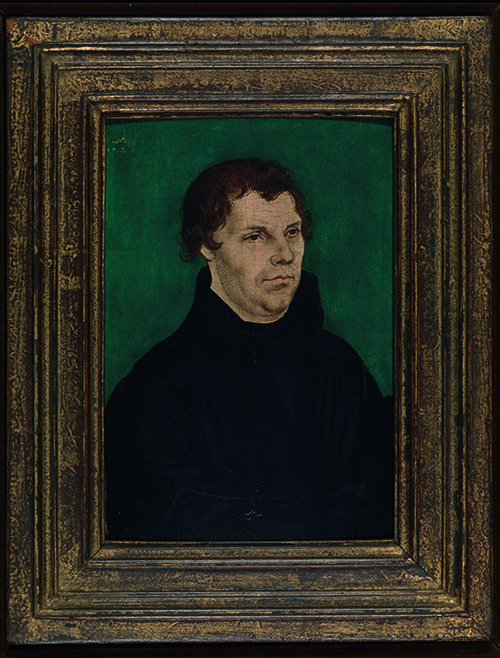
Lucas I Cranach, Portret van Maarten Luther, 1526, The Phoebus Foundation

In de loop van de geschiedenis zijn er binnen de Rooms-Katholieke Kerk geregeld mensen geweest die zich stoorden aan misstanden binnen deze kerk en opriepen tot een volgens hen authentiekere of fundamentelere beleving van het geloof. Deze nieuwe dissidente leraren werden vaak slechts plaatselijk gehoord en werden soms vroegtijdig gestopt door ze te veroordelen voor ketterij, waarna in de ergste gevallen martelingen en executies volgden. Voorbeelden zijn John Wyclif in Engeland, Johannes Hus in Bohemen; de waldenzen in Frankrijk en de Moderne Devotie in Hanzesteden in het noorden van de Nederlanden en Duitsland, met name het Keurvorstendom Saksen. Luther heeft les gehad op de Latijnse school in Maagdenburg die geleid werd door Broeders des Gemenen Levens (Brüder vom gemeinsamen Leben' of 'Windesheimer Chorherren' in het Duits).
Wanneer Luther drie jaar nadat hij in de ban is gedaan een eigen onafhankelijke kerk sticht, wordt hij door velen in het Duitse rijk gevolgd. Duitsland bestond in die tijd uit vele kleine staten met een lokale graaf, bisschop, hertog of koning als heerser, die losjes verenigd waren in het Heilige Roomse Rijk. Velen van deze lokale heersers worden protestant – vaak uit opportunistisch oogpunt: men kan de Kerk en de daarmee verbonden Keizer van het Roomse rijk als concurrerende machtsfactor uitschakelen. De keus voor Luther wordt ongetwijfeld mede bepaald doordat Luther als noodoplossing de vorsten de positie van de bisschop liet overnemen en hen daarmee grote invloed gaf op de kerk in hun gebied. Het verschaft de lokale machthebbers het goddelijke alleenrecht te besluiten welke religie in hun gebied aangehangen diende te worden. De Rooms-Katholieke Kerk toont verzet, maar na de Schmalkaldische Oorlog (1546–1555) is er niet veel meer over van de politieke en culturele structuur in Duitsland.
Dat Luther uiteindelijk zo een grote invloed kon hebben heeft verschillende oorzaken:
- de drukpers gaf de mogelijkheid nieuwe ideeën snel te verspreiden. Hiernaast zetten begaafde kunstenaars, zoals de schilder Lucas Cranach en de componist Johann Walther, zich voor Luthers uitgangspunten en idealen in waardoor de door Luther ontstoken beweging al spoedig een eigen 'gezicht' kreeg.[11]
- door conflicten tussen de keizer (Karel V) en de paus duurde het lang voordat de tegenstand tegen het lutheranisme goed was georganiseerd.
- de keizer moest zijn keurvorsten ontzien in een tijd dat hij ze nodig had voor oorlogvoering of bij oorlogsdreiging. Hierdoor kon de keurvorst van Saksen Luther in bescherming nemen. Toen deze noodzaak verdween moest de keurvorst hem verstoppen.
- Luther had veel bijval van de humanisten. Zij bestudeerden de klassieke talen. Luther gebruikte voor zijn vertaling van het Nieuwe Testament de door Erasmus een tiental jaren eerder opnieuw geredigeerde en in drukvorm uitgegeven Griekse tekst daarvan. Dat was iets waar de Roomse Kerk geen voorstander van was: zij baseerde haar vertaling van het Nieuwe Testament op de Vulgaat (die gebaseerd is op de oudere Griekse tekst). Erasmus had zijn Grieks geleerd bij de Broeders des Gemenen Levens die dit Grieks eind 15de eeuw als nieuw vak op de door hen geleide Latijnse scholen (zoals die in Maagdenburg) hadden ingevoerd.
- Luthers Bijbelvertaling van de grondtekst naar de volkstaal was de eerste die sterk verspreid werd. Volksvertalingen bestonden reeds vroeger in de middeleeuwen, maar waren ongelooflijk duur omdat het zeker tot midden 15de eeuw handgeschreven (in plaats van gedrukte) kopieën betrof. Luthers Bijbelvertaling – met in de voetnoten zijn nieuwe leer – werd sneller dan de katholieke reactie verbreid.
- Er was in alle standen sterke ontevredenheid:
  - allereerst onder de adel: die was minder nodig, omdat:
    - het bestuur naar geschoolde juristen ging;
    - de legers werden uitgerust met vuurwapens;
    - het zakenleven, de nieuwe industrieën en het verkeer over grote afstanden gespecialiseerde financieringsmogelijkheden, in het bijzonder bankinstellingen, vereisten.

  - vervolgens onder de boeren: die waren ontevreden omdat ze  nu in geld en diensten in plaats van een deel van hun opbrengst (= in natura) als pacht moesten afstaan;
  - ten slotte onder plaatselijke heersers, stadsburgers, handelaren en intellectuelen:
    - de aflatenhandel betekende een geldstroom uit de Duitse landen, straffeloosheid en een ondermijning van de moraal;
    - de wantoestanden in de Rooms-Katholieke Kerk zoals ambtsverhandeling en ambtencombinaties werden niet bestreden;
    - de wereldse vorsten hadden de rijkdom van de kerk liever zelf in handen. Het sluiten van de kloosters bracht deze eigendommen naar de wereldse vorsten;
    - de decadente levenswijze en/of de onkunde en onwetendheid van vele geestelijken stuitte velen tegen de borst.

## Werken

Tomus secundus omnium operum, 1562

Voorafgaand aan de Rijksdag van Worms:
- brief aan zijn plaatselijke bisschop (over de aflaten), Hiëronymus Schulz van Brandenburg (niet bewaard)
- brief aan de aartsbisschop Albrecht (over de aflaten) (31 oktober 1517)
- Preek over de aflaat en de genade (maart 1518)
- brief aan Paus Leo X (mei 1518)
- Resolutiones disputationum de indulgentiarum virtute, een uitvoerige theologische fundering van zijn stellingen over de aflaat
- brief aan de paus met vorig werk (mei 1518) om zijn rechtgelovigheid te verzekeren
- theologica paradoxa, 28 thesen over de onbekwaamheid van de mens om iets goeds te doen, de onmacht van de vrije wil en rechtvaardiging door geloof alleen (deze thesen werden door zijn leerling Leonard Beier verdedigd onder leiding van Luther op het Heidelberger Dispuut op 28 april 1518 ter gelegenheid van het daar gehouden kapittel van de Augustijnen)
- Het pausdom te Rome (1519)
- Assertio: Luthers antwoord op de bul Exsurge Domine (1520)
- Over de vrijheid van een christen (Von der Freiheit eines Christenmenschen)
- Aan de christelijke adel van de Duitse natie over de verbetering van de christelijke natie (Duits)
- (Voorspel over) de Babylonische gevangenschap van de kerk (Latijn)
- De Babylonische gevangenschap (strijdschrift)

Werken tijdens zijn (gedwongen) verblijf te Wartburg (4 mei 1521 – 3 maart 1522: bijna één jaar)
- commentaar op het Magnificat
- De Preekbundel: uitleg van de psalmen en de zondagevangeliën
- De biecht en of de paus macht heeft haar voor te schrijven: polemiek tegen de biechtdwang
- Antilatomus: geschrift tegen de Leuvense theologieprofessor Jacobus Latomus
- Oordeel ... over de kloostergeloften: een gelofte in strijd met de vrijheid is nietig (Luthers vrouw was een ex-non)
- Misbruik van de mis Luthers felle veroordeling van het "paapse" misoffer

vanaf 1522:
- vertaling Nieuwe Testament 1522
- De wereldse overheid. Tot hoever men haar gehoorzaamheid verschuldigd is
- Sermoen van de goede werken
- Over de geknechte wil
- Teksten voor de eredienst
- Tegen de hemelse profeten, over de beelden en het sacrament: een weerlegging van Karlstadt
- Vermaning tot vredelievendheid
- kleine catechismus en grote catechismus
- Belijdenis 1528
- Brief van 8 april 1530 aan Justus Jonas, waarin hij de betekenis van de Lutherroos uitlegt
- Lutherbijbel compleet inclusief vertaling Oude Testament 1534
- Over de Joden en hun leugens 1543

## Taal
Luther vertaalde enkele werken en moest voor enkele Griekse en Hebreeuwse woorden unieke Duitse equivalenten vinden. (Zie ook Lutherbijbel. Hierdoor verrijkte hij de taal met enkele nieuwe woorden. Later zijn enkele ook in het Nederlands vertaald en overgenomen. Enkele voorbeelden zijn "naastenliefde", "zondebok", "gastvrij" en ook "avondmaal".